# Josef Nekl
Josef Nekl (28. května 1953 Prostějov - 29. března 2021) byl český politik, v letech 2010 až 2017 poslanec za stranu KSČM, nositel titulu RSDr.
Poslancem Poslanecké sněmovny Parlamentu České republiky byl zvolen ve volbách 2010 v Olomouckém kraji. Ve volbách v roce 2013 svůj mandát obhájil.
V komunálních volbách v roce 2014 obhájil za KSČM post zastupitele města Přerova. Naopak v krajských volbách v roce 2016 se mu nepodařilo za KSČM obhájit post zastupitele Olomouckého kraje.
Ve volbách do Poslanecké sněmovny PČR v roce 2017 obhajoval svůj poslanecký mandát za KSČM v Olomouckém kraji, ale neuspěl.